# Франсуа Первіс
Франсуа Первіс (фр. François Pervis, нар. 16 жовтня 1984, Шато-Гонтьє, Франція) — французький велогонщик-спринтер, бронзовий призер Олімпійських ігор 2016 року; багаторазовий чемпіон Франції, семиразовий чемпіон світу на велотреці, рекордсмен світу  у 1 км гонці на час (56,303 сек. — кубок світу 2013/2014 в Мексиці). Кавалер ордену почесного легіону

## Виступи на Олімпіадах
| Олімпіада           | Дисципліна       | Місце |
| ------------------- | ---------------- | ----- |
| Афіни 2004          | гіт              | 6     |
| Ріо-де-Жанейро 2016 | спринт           | 16    |
| Ріо-де-Жанейро 2016 | кейрін           | 11    |
| Ріо-де-Жанейро 2016 | командний спринт | 3     |

## Зовнішні посилання
- Франсуа Первіс — олімпійська статистика на сайті Sports-Reference.com (англ.) (архівна версія)